# Lougheed House

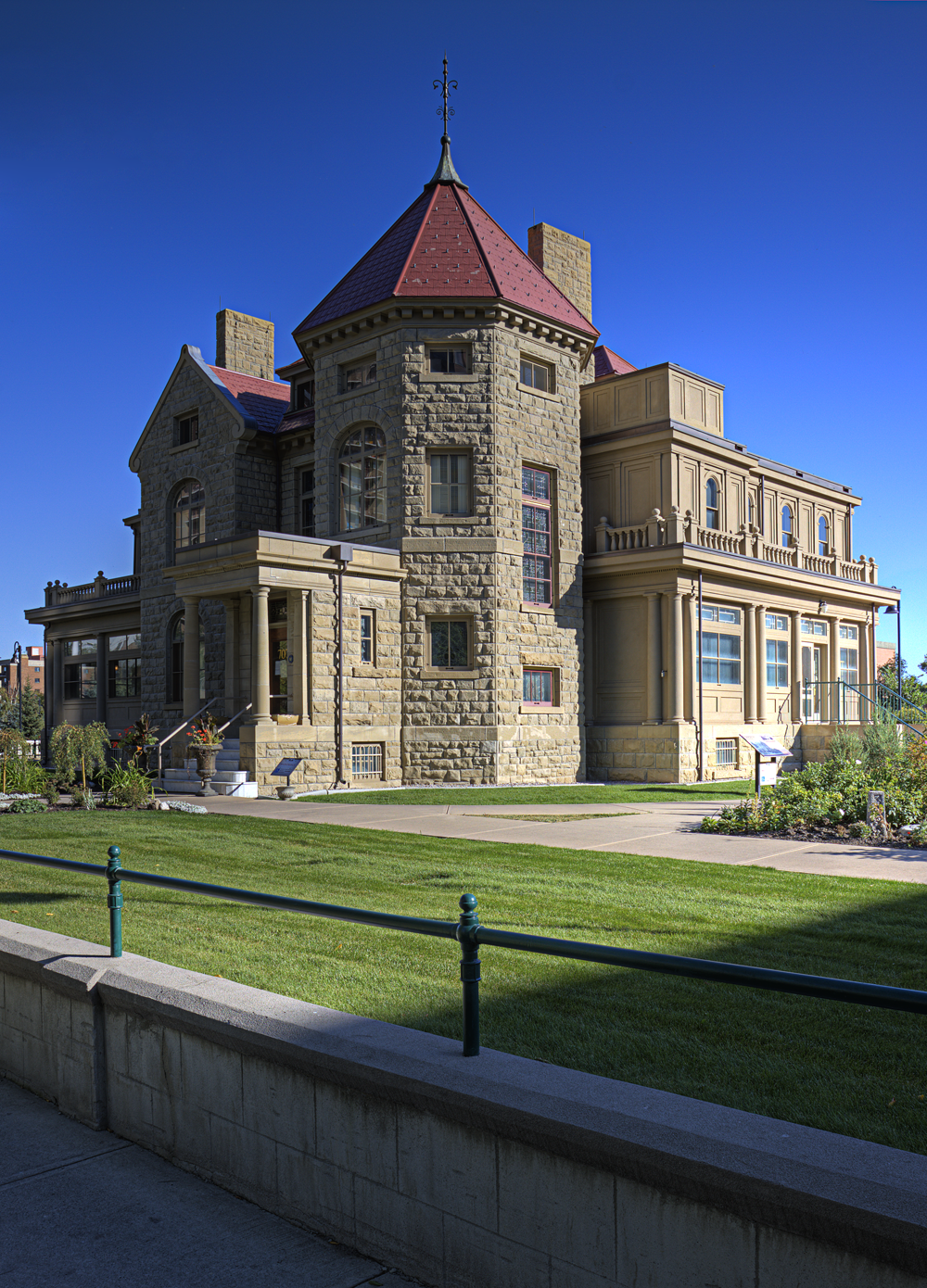
Lougheed House

Das Lougheed House, ursprünglich Beaulieu genannt,  ist ein historisches Gebäude in Calgary mit dem Status einer National Historic Site.
Das Gebäude wurde 1891 für den Senator James Alexander Lougheed und seine Frau Isabella, die Großeltern des späteren Premierministers von Alberta Peter Lougheed, erbaut. Der Sandsteinbau war in den folgenden Jahrzehnten eine der stattlichsten Villen der Prärie im Westen Kanadas und ein Zentrum des gesellschaftlichen Lebens in Calgary. Nach dem Tod von James und Isabella Lougheed fiel der Besitz an die Stadt Calgary. Zwischen 1934 und 1979 diente es als Ausbildungszentrum, Schlafstätte für das Canadian Women’s Army Corps und regionales Hauptquartier des kanadischen Roten Kreuzes. Danach übernahm die Provinz Alberta den Besitz. Unter dem Namen Beaulieu National Historic Site of Canada wurde der Komplex am 10. Juni 1992 in das Verzeichnis der National Historic Site of Canada aufgenommen. 1995 wurde die Lougheed House Conservation Society gegründet. Nach Restaurierungsarbeiten von 1997 bis 1999 wurde das Gebäude für die Öffentlichkeit zugänglich gemacht und ist heute eine der touristischen Sehenswürdigkeiten in Calgary.